# Сахули (сельское поселение)
Се́льское поселе́ние «Сахули́» (бур. Сахалиин hомон) — муниципальное образование в Курумканском районе Бурятии Российской Федерации.
Административный центр — село Сахули.

## История
Статус и границы сельского поселения установлены Законом Республики Бурятия от 31 декабря 2004 года № 985-III «Об установлении границ, образовании и наделении статусом муниципальных образований в Республике Бурятия».

## Население
| 2002 | 2011 | 2012 | 2013 | 2014 | 2015 | 2016 |
| ---- | ---- | ---- | ---- | ---- | ---- | ---- |
| 732  | ↘615 | ↗617 | ↘611 | ↘595 | ↘582 | ↘578 |
| 2017 | 2018 | 2019 | 2020 | 2021 | 2023 | 2024 |
| ↘560 | ↘533 | ↘518 | ↘506 | ↗581 | ↘564 | ↘551 |

## Состав сельского поселения
| № | Населённый пункт | Тип населённого пункта       | Население |
| - | ---------------- | ---------------------------- | --------- |
| 1 | Сахули           | село, административный центр | ↘427      |
| 2 | Шаманка          | посёлок                      | ↘192      |